# Dynamische Gruppenpsychotherapie
Die Dynamische Gruppenpsychotherapie ist eine in Österreich gesetzlich anerkannte psychotherapeutische Methode, die tiefenpsychologische, sozialpsychologische und gruppendynamische Theorien in einem klinischen Modell vereint. Sie wurde vom Wiener Psychiater Raoul Schindler in den 1950er Jahren entwickelt.
Die psychotherapeutische Arbeit erfolgt mit Gruppen, Einzelnen, Paaren und Familien.

## Wurzeln und Grundlagen
Die Entwicklung der Dynamischen Gruppenpsychotherapie ist eng mit Raoul Schindler verknüpft. Schindlers Intention, alle mit dem Phänomen Gruppe arbeitenden Methoden in einem spezifisch gruppentherapeutischen Modell zu organisieren, führte Forschende auf dem Gebiet der Psychoanalyse, Rollen- und Feldtheorie sowie Gruppendynamik in einem Forum zusammen. Es kam zu einer Verbindung von sozial- wie tiefenpsychologischen Theorien, woraus ein eigenständiges, interpersonelles psychotherapeutisches Verfahren entstand. Kurt Lewins Feldtheorie, seine Überlegungen und Forschung zur Gruppendynamik in Kleingruppen sowie Muzafer Sherifs Auseinandersetzung mit Gruppenqualitäten (Normen, Bezugssystemen) stellen wesentliche sozialpsychologische Wurzeln des Verfahrens dar. Ein Vertreter der tiefenpsychologischen Wurzeln und Aspekte der Methode ist Trigant Burrow, der bereits 1926 die Psychoanalyse in der Gruppe durch die Gruppe vorschlägt und sich „in einer Radikalität wie sonst nur Wilfred Bion oder Schindler der Annahme verschreibt, dass Neurose nur im Zusammenhang gesellschaftlich kultureller Ordnung (Gruppe) – Individuum – Symptom verstehbar ist“.
Weitere wichtige Wegbereiter sind Samuel S. Slavson mit seinen Überlegungen, wie eine Gruppe therapeutisch wirksam wird; Wilfried R. Bion mit seinem Modell zum Containment sowie der Grundannahmen; Ezriel, welcher die Übertragungssituation als generelles Phänomen verstand, das in jeder Beziehungsaufnahme zwischen Menschen auftritt; Stock-Whitaker & Liebermann mit dem Konzept des Gruppenfokalkonflikts sowie Irvin D. Yalom mit seinem Konzept der „parataktischen Verzerrung“. Weitere inhaltliche Bezüge finden sich zu anderen psychodynamisch-interaktionell ausgerichteten Gruppenmethoden, wie beispielsweise im Göttinger Schichtmodell der Gruppenebenen von Heigl & Heigl-Evers.
Das von Raoul Schindler maßgeblich geprägte theoretische Konzept interpretiert die Gruppe als dynamisches Organisationsgeschehen mehrerer Personen, das gegenüber einem gemeinsamen Anderen eine Ganzheit bildet, analog dem Organisationsbemühen des Ich, das seine leiblichen und seelischen Elemente (Organe) gegenüber einer Umwelt zu einer Person integriert. Dies geschieht durch Abgrenzung (Individuation) und Rollenbildung, die nach den Gesetzen der Rangdynamik und der Funktionalität erfolgt und sich im authentischen Handeln ausdrückt.
Dabei nutzt die Dynamische Gruppenpsychotherapie „die Gruppe als eigenes Therapieinstrument und geht davon aus, dass diese mit ihren vielfältigen Angeboten zur Übertragung und Rollengestaltung im aktuellen Beziehungsgeflecht optimale Möglichkeiten bietet. Durch im Hier und Jetzt stattfindende Wiederinszenierungen der Konfliktdynamik der einzelnen Personen im Kräftefeld des Gruppenprozesses entwickelt sich in einer wechselseitigen Dynamik ein Prozess der psychosozialen Reifung“.

## Menschenbild, Prinzipien und Grundsätze
Die Dynamische Gruppenpsychotherapie rückt Relationen, verstanden als Geschehen zwischen Personen und sozialen Systemen, in den Mittelpunkt. Sie beruht auf einem interpersonalen Menschenbild und daher auch auf einer interpersonellen Theorie der Krankheitsentstehung. Das Gruppenkonzept ist nicht symptomzentriert. Krankheit wird verstanden als „soziales Rollenverhalten, aus dem sich das therapeutische Ziel, die Herstellung von Ganzheit und Bewegung (Dynamik), ableitet“. Spezielle Symptombildung und psychische Störung wird nur in der Wechselwirkung von Umwelt und Individuum und nur im Zusammenhang gesellschaftlich kultureller Ordnung verstehbar. Wesentlich ist die Beachtung der ständigen Wechselwirkung zwischen einzelnen Systemen, Mikro- und Makrokosmos sowie die Betrachtung der Gruppe als Ganzes, „im Sinne Lewins, anknüpfend an gestalttheoretische Konzepte, als übersummative Einheit“. Das Therapieziel ist keine Idealvorstellung von Gesundheit, sondern jeweils die Optimierung der Lebensvorgänge gegenüber den als Krankheit erlebten Einschränkungen und Abwehrfiguren.
Majce-Egger beschreibt spezifische Prinzipien der Dynamischen Gruppenpsychotherapie. Diese betreffen
- die zwischenmenschliche Beziehung und Interaktion,
- die teilnehmende Beobachtung,
- die Pluralität (Jeder Mensch ist eine Gruppe, da er über die Sozialisation die Gesamtheit der für ihn bedeutenden Bezugsgruppen in sich trägt; somit kommen auch im Einzelsetting gruppendynamische Prinzipien zum Tragen),
- die Beachtung des „Hier und Jetzt“-Prinzips, wodurch die aktuelle Beziehungsgestaltung deutlich wird,
- eine relative Unstrukturiertheit und
- die Gruppenentwicklung (Gruppen entwickeln sich nach Gesetzmäßigkeiten, die beobachtbar sind; die daraus abgeleiteten Modelle werden als Methodenrepertoire für Prozessanalyse, Diagnostik und Interventionsplanung genutzt)

## Wirkfaktoren
Als Wirkfaktoren der Dynamischen Gruppenpsychotherapie gelten u. a. das Lernen aus interpersoneller Aktion, erhaltenem Feedback und teilnehmender Beobachtung, die Erfahrung von Zugehörigkeits- und Akzeptanzgefühl, die Abbildung sozialer Außenbeziehungen der Mitglieder innerhalb der Gruppe, das Wiederaufleben und Wiederholen unverarbeiteter Primär- und Sekundär-Gruppenerfahrungen, deren Aufarbeitung und die Erprobung alternativer Verhaltensweisen.
Nach wissenschaftlichen Studien ist Gruppenpsychotherapie hochwirksam. Die Effektstärken liegen deutlich über den üblichen Effektstärken in der Psychotherapieforschung. Dabei ist die Qualität der Beziehungsaufnahmefähigkeit (interpersonelle Intelligenz, Sensibilität) ein signifikanter prognostischer Faktor für die Therapie.

## Anwendungsbereiche
Die Dynamische Gruppenpsychotherapie ist besonders geeignet zur Bewältigung von interpersonalen Problemen, Krisen- und Konfliktsituationen, bei der Umstellung von Abhängigkeiten und bei der Änderung von Lebensphasen.
Die Methode findet im klinischen und rehabilitativen sowie im präventiven und ambulanten Bereich Anwendung. Übliche Settings sind wöchentliche Gruppeneinheiten zu 90 Minuten. Je nach Zielsetzung und institutionellen Möglichkeiten werden offene oder geschlossene Gruppen, Kurz- und Langzeitgruppentherapien, homogen oder heterogen zusammengesetzte Gruppen angeboten.
Obwohl die Dynamische Gruppenpsychotherapie grundsätzlich als Gruppentherapiemethode konzipiert wurde, hat sie ihre theoretische Erweiterung und Anwendung auch im Einzelsetting gefunden. Dabei eignet sie sich besonders für Entwicklungsdefizite, die von interpersonellen Abwehrformen geprägt sind. Der Focus liegt auf dem Beziehungsgeschehen in der dyadischen Situation im Hier und Jetzt, auf Reinszenierungen von Konfliktdynamiken unter besonderer Beachtung von Gegenübertragungsphänomenen wie z. B. Rollenzuschreibungen, die ihre Entstehungsgeschichte in den jeweiligen Bezugsgruppen bearbeitbar machen.

## Institutionelle Verankerung und Ausbildung
Im Jahr 1959 gründete Raoul Schindler mit einigen Kollegen den Österreichischen Arbeitskreis für Gruppentherapie und Gruppendynamik (ÖAGG). Mit der Gründung des Vereines sollte die Integration dieser beiden damals konkurrierenden wissenschaftlichen Entwicklungen vollzogen und ein interdisziplinär geprägter Raum für Austausch und Entwicklung geschaffen werden. 1981 kam es zu einer Erweiterung des ÖAGG, in deren Zuge methodenorientierte Fachsektionen entstanden, so auch die Fachsektion Gruppendynamik (ab 1989 Fachsektion für Gruppendynamik und Gruppenpsychotherapie).
Das vom ÖAGG angebotene gesetzlich anerkannte Fachspezifikum Dynamische Gruppenpsychotherapie berechtigt zur Ausübung der Psychotherapie in allen Settings (Gruppen, Einzelpersonen, Paaren und Familien).